# Pistruieni, Telenești
Pistruieni este satul de reședință al comunei cu același nume din raionul Telenești, Republica Moldova.

## Galerie de imagini

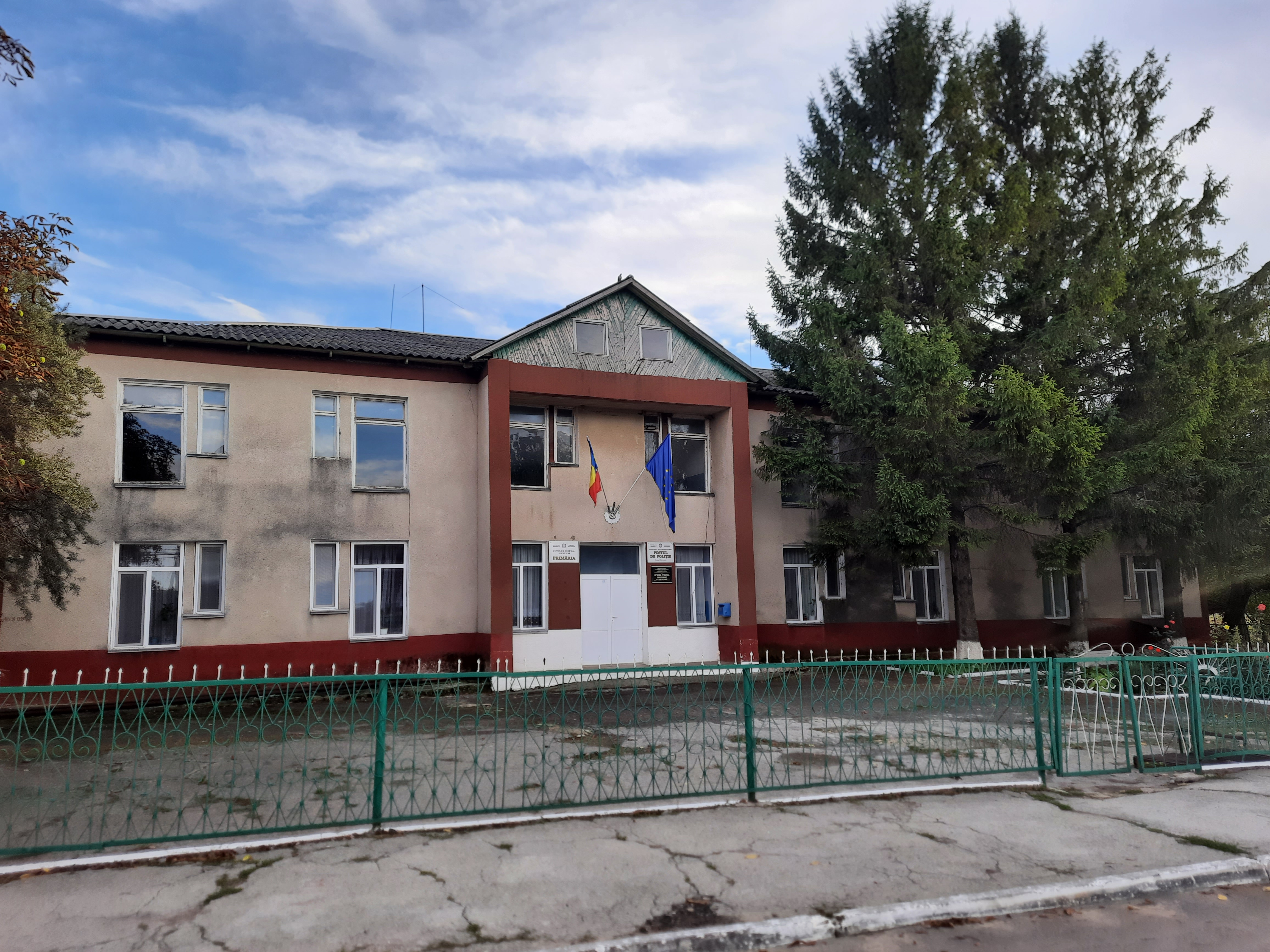
Primăria
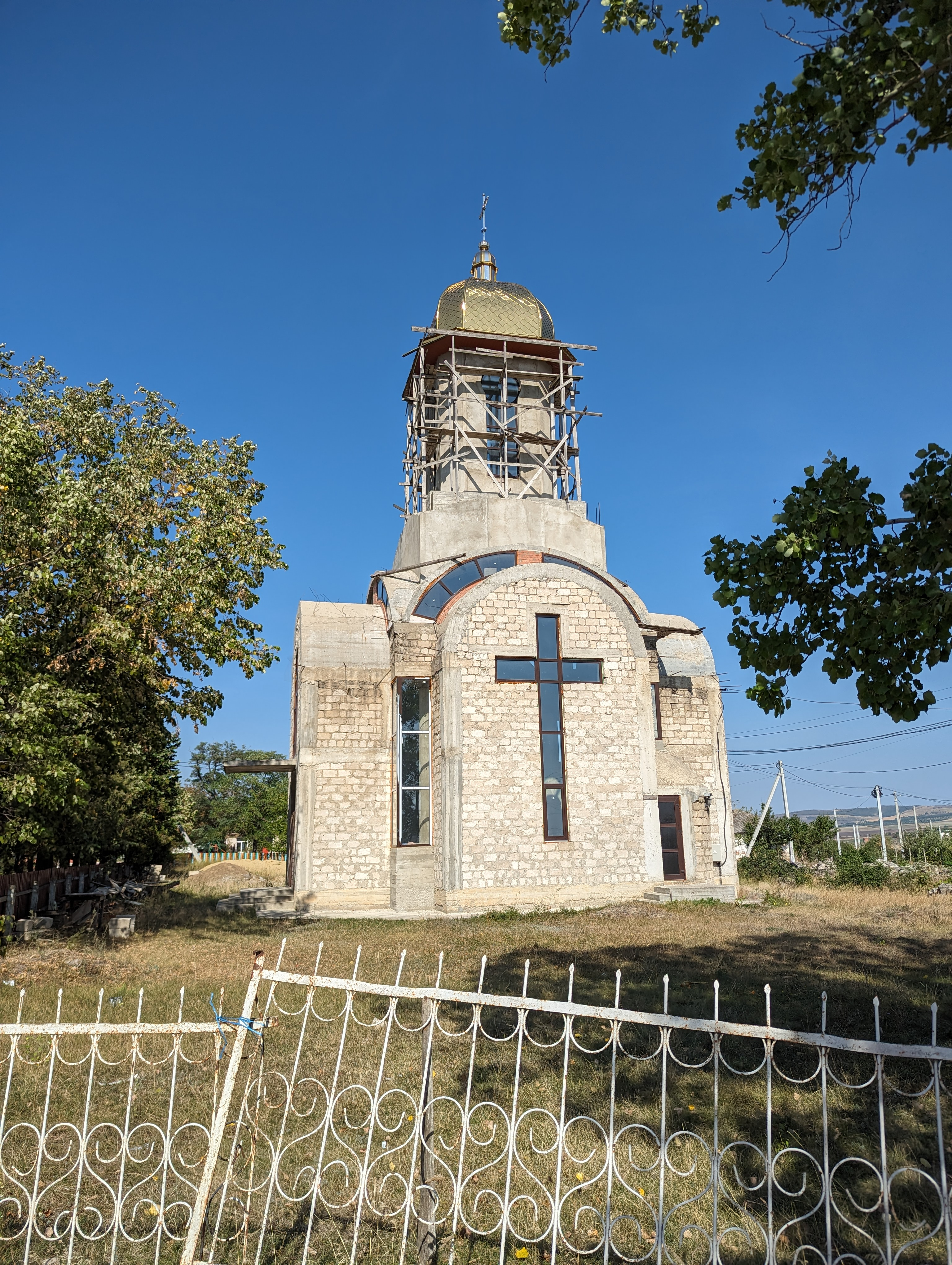
Biserica din localitate.
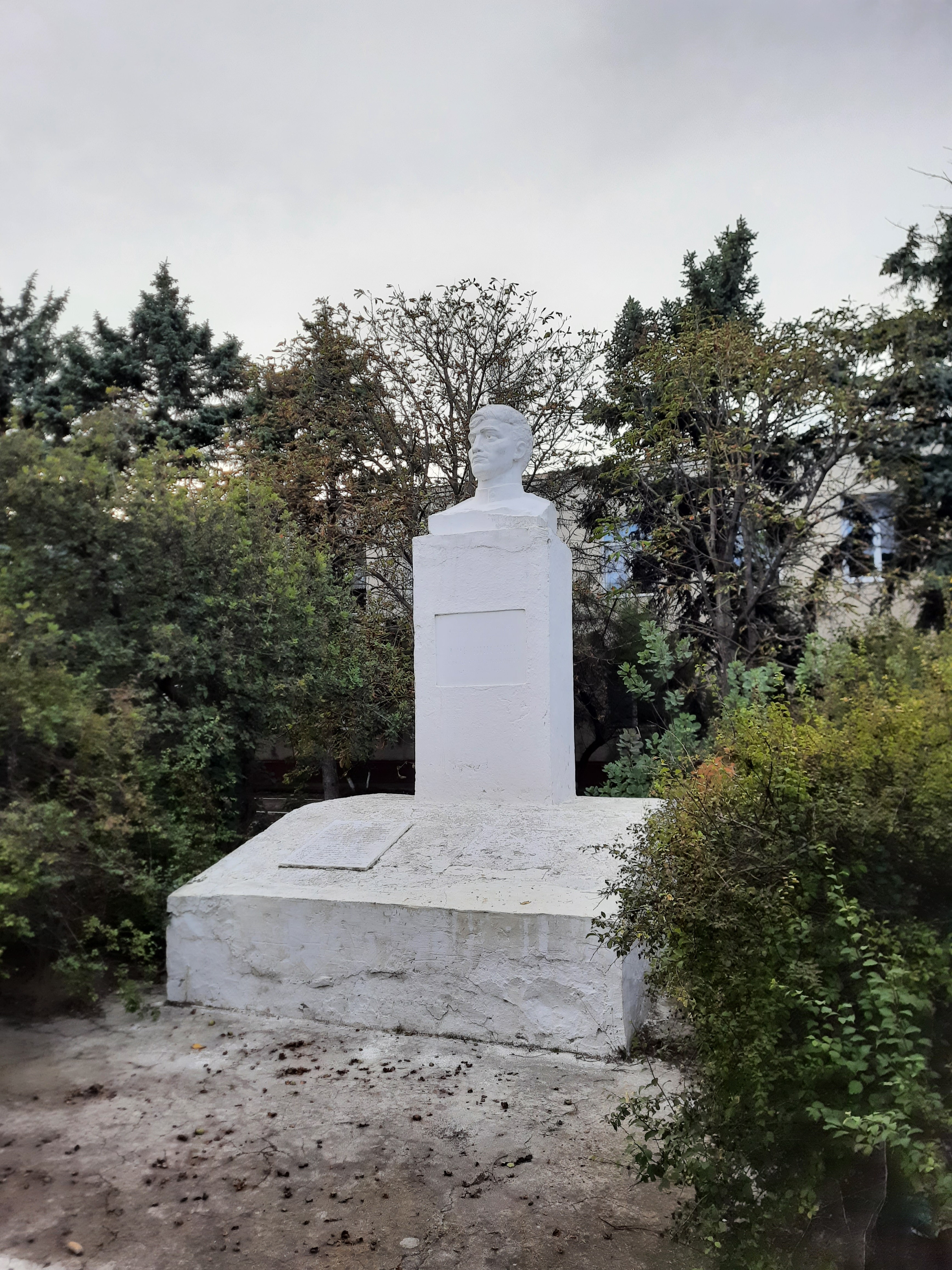
Monumentul în memoria consătenilor căzuți în Al Doilea Război Mondial.
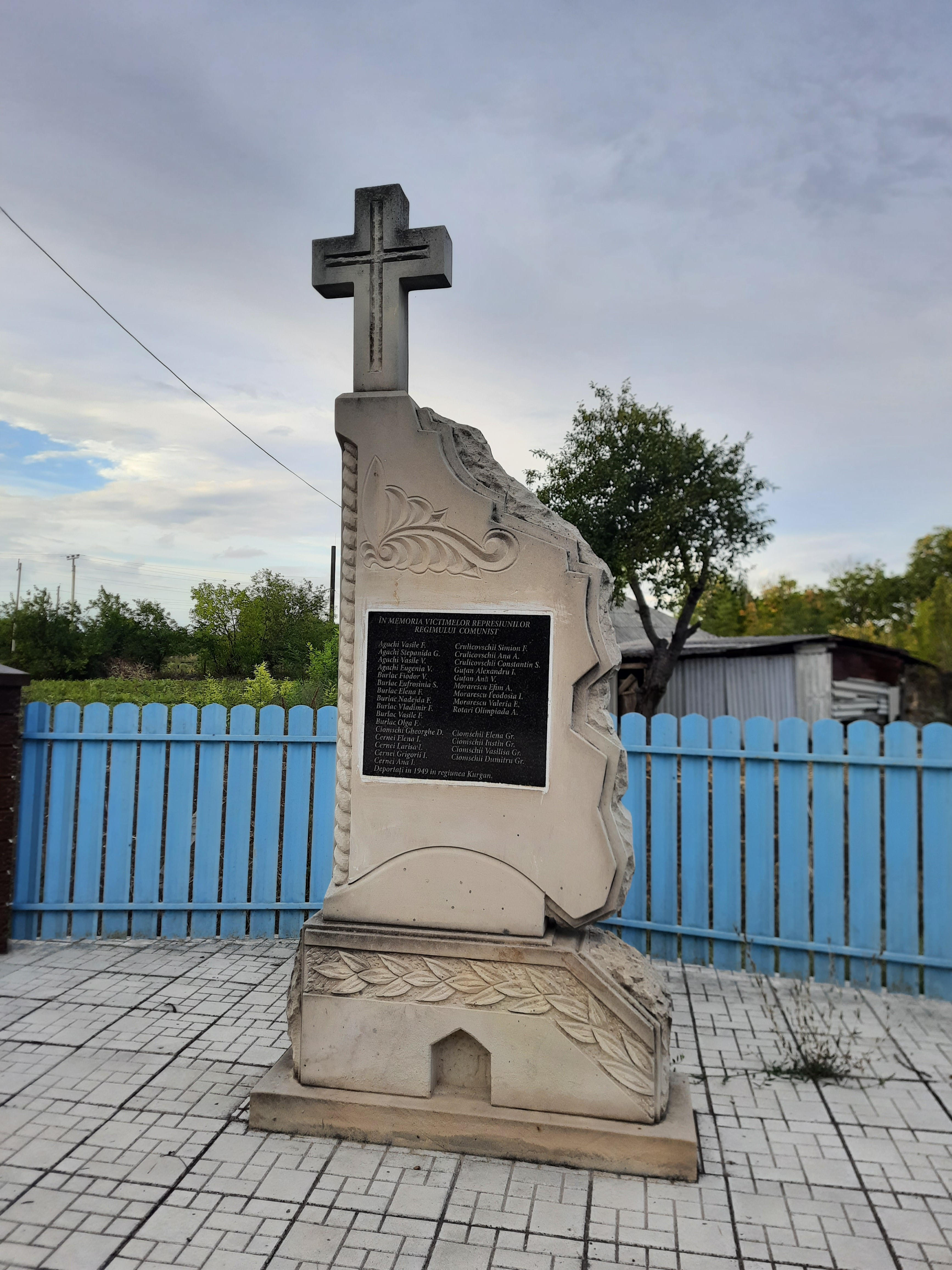
Monument în memoria victimelor represiunilor regimului comunist.

## Personalități
- Olga Crușevan (1896–1975), poetă.